# Antonín Fridrich
Antonín Fridrich (2. června 1909 Vracov – 3. ledna 1961 Kyjov) byl český a československý politik Československé strany lidové a poúnorový poslanec Národního shromáždění ČSR.

## Biografie
Pocházel z rolnické rodiny ve Vracově. V ČSL se začal angažovat až po roce 1945. Během únorového převratu v roce 1948 patřil k frakci tehdejší lidové strany loajální vůči Komunistické straně Československa, která ve straně převzala moc a proměnila ji ve spojence komunistického režimu. Po únoru 1948 patřil k zakládajícím členům „obrozené“ lidové strany na Kyjovsku. Od počátku 50. let se stal předsedou Krajského výboru ČSL a zastupoval ČSL i v Krajském národním výboru v Gottwaldově jako zdravotní referent.
Po volbách do Národního shromáždění roku 1948 byl zvolen do Národního shromáždění za ČSL ve volebním kraji Zlín. Poslanecké křeslo získal až dodatečně v květnu 1949 jako náhradník poté, co rezignoval poslanec Jan Plesl. V parlamentu setrval až do konce funkčního období, tedy do voleb v roce 1954. Před volbami roku 1954 ustoupil Josefu Plojharovi, který chtěl kandidovat za obvod Veselí nad Moravou. Poté se stal Plojharovým zmocněncem pro Kyjovsko. Od konce 50. let trpěl zdravotními problémy a v roce 1961 zemřel.